# Gagrella asperula
Gagrella asperula is een hooiwagen uit de familie Sclerosomatidae.